# Marine Corps Air Station Futenma
Base aérienne de Futenma (USMC)
Le Marine Corps Air Station Futenma ou MCAS Futenma (japonais : 海兵隊普天間航空基地 ; Hepburn : Kaiheitai Futenma Kōkū Kichi) (OACI : ROTM) est une base du Corps des Marines des États-Unis située à Ginowan dans la Préfecture d'Okinawa au Japon, à 9,3 km au nord-est de Naha, sur l'île d'Okinawa. La base abrite environ 3.000  Marines de la 1st Marine Aircraft Wing et d'autres unités, et est une base aérienne militaire américaine depuis la défaite de l'armée impériale japonaise lors de la bataille d'Okinawa en 1945. Les pilotes et les équipages du Marine Corps sont affectés à la base pour la formation et la fourniture d'un soutien aérien à d'autres marines terrestres et maritimes à Okinawa et dans toute la région Asie-Pacifique. 
Le MCAS Futenma fait partie du commandement du Marine Corps Installations Pacific (en). La base comprend une piste de 2.740 x 45 m , à une altitude de 75 mètres, ainsi que de vastes casernes, ainsi que des installations administratives et logistiques. La station aérienne est chargée d'exploiter une variété d'avions à l'appui de la III Marine Expeditionary Force, de l'alliance de défense Japon-États-Unis et de nombreux alliés et partenaires de traités dans la région. La base est également utilisée comme centre de distribution aérienne des Nations unies pour répondre à une catastrophe ou à une autre crise nécessitant des approvisionnements aériens. 
Pendant des années, la relocalisation de la base a été un enjeu politique majeur pour Okinawa, le Japon et l'armée et la diplomatie américaines en Asie.

## Unités de base
Le MCAS Futenma est composée des unités volantes et non volantes du Corps des Marines :
- Installations du Corps des Marines dans le Pacifique (MCIPAC)
  - Quartier général et escadron de quartier général : UC-12W Huron et UC-35D Encore
- Marine Air Control Group 18 :
  - Escadron de contrôle aérien maritime 4 (MACS-4 Vice Quad)
  - Escadron de soutien aérien maritime 2 (MASS-2 Pacific Vagabonds)
  - Escadron 18 du Commandement aérien tactique maritime (MTACS-18)
  - Détachement de soutien du personnel 18 (PSD-18)
- Marine Aircraft Group 36 :
  - Escadron de logistique de l'aviation maritime 36 (MALS-36 Bladerunner)
  - Marine Medium Tilt-rotor Squadron 262 (VMM-262 Flying Tigers)  MV-22B Osprey
  - Marine Medium Tilt-rotor Squadron 265 (VMM-265 Dragons)  MV-22B Osprey
  - Escadron de soutien de l'aile marine 172 (MWSS-172 Firebirds)